# Ecoivres Military Cemetery
Ecoivres Military Cemetery is een Britse militaire begraafplaats met gesneuvelden uit de Eerste Wereldoorlog, gelegen in het Franse dorp Écoivres in het departement Pas-de-Calais. De begraafplaats ligt aan de Route de Marœuil op 360 m ten oosten van het dorpscentrum (Église Saint-Joseph), naast de gemeentelijke begraafplaats. Ze werd ontworpen door Reginald Blomfield en wordt onderhouden door de Commonwealth War Graves Commission. Het terrein heeft een onregelmatige vorm en wordt omgeven door een haag. De toegang bestaat uit een witte stenen doorgang via een dubbel metalen hek en enkele neerwaartse traptreden. In het zuidelijk deel staat bij de ingang het Cross of Sacrifice. Wat noordelijker in het middelste pad staat centraal de Stone of Remembrance. Aan de scheiding tussen de Franse perken in het noordelijke deel van de begraafplaats staat een open schuilgebouw in witte steen onder een koepelvormig dak. 
Er liggen 2.518 militaire graven. 

## Geschiedenis
De begraafplaats ontstond als uitbreiding op de gemeentelijke begraafplaats van Écoivres. De Fransen hadden hier reeds meer dan 1.000 gesneuvelden begraven toen de begraafplaats in maart 1916 werd overgenomen door de 46th (North Midland) Division. De opeenvolgende divisies gebruikten het Franse militaire tramspoor om hun doden vanaf de frontlinie naar hier over te brengen en ze bijna in de volgorde van overlijdensdatum te begraven. Er liggen een groot aantal Canadezen. De graven van acht mannen van de 51st (Highland) Division die in maart 1916 door de 153rd Brigade in het toen nog bestaande Bray Military Cemetery in het nabijgelegen gehucht Bray waren begraven, werden na de wapenstilstand naar hier overgebracht.
Er liggen nu 897 Britten, 825 Canadezen, 4 Zuid-Afrikanen, 2 Australiërs, 4 Duitsers en 786 Fransen.

## Graven

### Onderscheiden militairen
- Michael Frederick Beauchamp Dennis, luitenant-kolonel bij de King's Own Scottish Borderers en Alexander Thomas Thomson, luitenant-kolonel bij de Canadian Infantry werden onderscheiden met de Distinguished Service Order (DSO), laatstgenoemde ontving ook het Military Cross (DSO, MC).
- John Hamsphire, luitenant bij de Canadian Field Artillery; W. Fitzgerald, compagnie sergeant-majoor bij de Canadian Infantry en Thomas Berry, sergeant bij de Royal Field Artillery werden onderscheiden met de Distinguished Conduct Medal (DCM).
- de officieren J.A. De Lancey, L.F.C. Bole, R. Bolster, R.B. Brisco, K.T. Campbell, W.S. Clark, C.E. Cooper, W.B. Crowther, E.R Dennis, J. Dickinson, A.G. Gillman, A.S. Trimmer, V.G. Tupper, C.K. Whittaker, J.L. Youngs, J.D.C. Olver, W.J. Pearse en A. Durman werden onderscheiden met het Military Cross (MC). Luitenant F.A. Heather ontving ook nog de Military Medal (MC, MM).
- nog 22 militairen ontvingen de Military Medal (MM).

### Minderjarige militairen
- soldaat James Goodwill van het Lincolnshire Regiment en soldaat Stanley Tom Stokes van de Canadian Infantry waren 16 jaar toen ze sneuvelden.
- schutter Herbert Smith, kanonnier W.L. Eldershaw, de soldaten W. Askew, Edgar Ernest Beckett, A.W. Berks, James Bradford Davidson, Charles William R. English, John Eyres, John Henry Hinscliffe, Frederick Charles Lane, Rosila Riffou, John Simpson, Walter Tomlinson en Walter Ward waren 17 jaar toen ze sneuvelden.

### Aliassen
Er zijn 11 militairen die onder een alias dienst deden.
- luitenant John Hamsphire als John Hamshire (Canadian Field Artillery).
- korporaal James Flannigan als Samuel Kirk (Canadian Garrison Artillery).
- kanonnier C.E. Bouchard als E. Roy (Canadian Garrison Artillery.
- artillerist Thomas Dicks als Thomas Burdett (Royal Garrison Artillery).
- geleider William Thomas Russell King als William Thomas Russell (Canadian Army Service Corps).
- pionier John Johnson als John Smith (Canadian Engineers).
- soldaat G. Hutchison als G. Johnston (London Regiment).
- soldaat James Alexander Leitch McCraw als J.A. Mack (Canadian Infantry)
- soldaat John McGillivray als J. McDonald (Canadian Infantry).
- soldaat S. Pye als S. Price (Canadian Infantry).
- soldaat J. Baird als J. Scott (Princess Patricia's Canadian Light Infantry).

### Gefusilleerde militairen
Er zijn vier militairen die wegens lafheid of desertie werden gefusilleerd.
- korporaal James Holland van het Cheshire Regiment op 30 mei 1916. Hij was 31 jaar.
- soldaat Eugene Perry van de Canadian Infantry op 11 april 1917. Hij was 21 jaar.
- soldaat Dimitro Sinicky van de Canadian Infantry op 9 oktober 1917. Hij was 22 jaar.
- soldaat Malcolm Richmond van de Gordon Highlanders op 26 mei 1918. Hij was 22 jaar.